# Jamberhal, Jevargi
Jamberhal là một làng thuộc tehsil Jevargi, huyện Gulbarga, bang Karnataka, Ấn Độ.